# HMS Bonaventure (31)
Pour les autres navires du même nom, voir HMS Bonaventure.
Le HMS Bonaventure (31) était un croiseur léger de classe Dido en service dans la Royal Navy pendant la Seconde Guerre mondiale.
Le Bonaventure participe à l'opération Fish, opération de transport des richesses de la Grande-Bretagne secrètement placées dans des caisses et envoyées de l'autre côté de l'océan Atlantique, au Canada.
Le 10 janvier 1941, en compagnie des HMS Southampton et HMS Hereward, le Bonaventure bombarda et coula le torpilleur italien Vega au large du cap Bon, en Tunisie, durant l'opération Excess.
Le 31 mars 1941, il est torpillé et coulé au sud de la Crète à la position géographique 33° 20′ N, 26° 35′ E, par le sous-marin italien Ambra, tuant 139 des 480 hommes d'équipage. Les 310 survivants seront secourus par le HMS Hereward et HMAS Stuart.